# L'affare si complica (film 1933)
L'affare si complica (Hard to Handle) è un film del 1933, diretto da Mervyn LeRoy.

## Produzione
Il film - le cui riprese iniziarono verso la fine di ottobre del 1932 - fu prodotto dalla Warner Bros. Pictures & The Vitaphone Corporation con un budget stimato di 189.000 dollari.

## Distribuzione
Il copyright del film, richiesto dalla Warner Bros. Pictures, Inc., fu registrato il 3 febbraio 1933 con il numero LP3622.
Distribuito dalla Warner Bros. Pictures, il film uscì nelle sale statunitensi il 28 gennaio 1933.